# Себастјен Фреј
Себастјен Фреј (фр. Sébastien Frey; 18. март 1980) је бивши француски фудбалски голман и национални репрезентативац.

## Каријера
Фреј је каријеру почео у француском прволигашу Кану 1997. године, из којег се 1998. преселио у милански Интер и тамо остао до 2001. године, провевши једну сезону на позајмици у Верони (1999—00). Потом је пет година провео у Парми, од 2006. до 2011. године био је члан Фиорентине, од 2011. до 2013. године носио је дрес Ђенове, а последње две сезоне био је у саставу турског Бурсаспора.
Иако су његове квалитети биле неоспорни, Фреј је успео скупити само два наступа за репрезентацију Француске, јер су француски селектори у време кад је бриљирао на голу Фиорентине предност давали Фабјену Бартез и Грегорију Купеу. Фреј је био у саставу репрезентације која је на Европском првенству 2008. године у групи са Холандијом, Италијом и Румунијом освојила само један бод и била последња.
Са Пармом је 2002. године освојио италијански куп, а трипут је био номинован за најбољег голмана Серије А ( 2000, 2007. и 2008. године).

## Успеси

### Клупски
Парма
- Куп Италије (1): 2001/02.